# Liste der Bodendenkmäler in Retzstadt
Auf dieser Seite sind die Bodendenkmäler in der unterfränkischen Gemeinde Retzstadt zusammengestellt. Diese Tabelle ist eine Teilliste der Liste der Bodendenkmäler in Bayern. Grundlage ist die Bayerische Denkmalliste, die auf Basis des Bayerischen Denkmalschutzgesetzes vom 1. Oktober 1973 erstmals erstellt wurde und seither durch das Bayerische Landesamt für Denkmalpflege geführt wird. Die folgenden Angaben ersetzen nicht die rechtsverbindliche Auskunft der Denkmalschutzbehörde.

## Bodendenkmäler der Gemeinde Retzstadt

### Bodendenkmäler in der Gemarkung Retzstadt
| Lage                 | Objekt | Akten-Nr.     | Bild |
| -------------------- | --- | ------------- | ---- |
| Retzstadt (Standort) | Mittelalterliche Wüstung.                                                                                          | D-6-6025-0017 |      |
| Retzstadt (Standort) | Befunde des späten Mittelalters und der frühen Neuzeit im Bereich der Heilig-Kreuz-Kapelle von Retzstadt.          | D-6-6025-0018 |      |
| Retzstadt (Standort) | Befunde des Mittelalters und der frühen Neuzeit im Bereich der Katholischen Pfarrkirche St. Andreas von Retzstadt. | D-6-6025-0019 |      |
| Retzstadt (Standort) | Siedlung der späten Hallstatt- und frühen Latènezeit.                                                              | D-6-6025-0020 |      |
| Retzstadt (Standort) | Siedlung der Linearbandkeramik.                                                                                    | D-6-6025-0056 |      |
| Retzstadt (Standort) | Siedlung der Linearbandkeramik.                                                                                    | D-6-6025-0058 |      |
| Retzstadt (Standort) | Siedlung vor- und frühgeschichtlicher Zeitstellung.                                                                | D-6-6025-0064 |      |
| Retzstadt (Standort) | Siedlung vor- und frühgeschichtlicher Zeitstellung.                                                                | D-6-6025-0065 |      |
| Retzstadt (Standort) | Siedlung der Linearbandkeramik.                                                                                    | D-6-6025-0068 |      |
| Retzstadt (Standort) | Siedlung vorgeschichtlicher Zeitstellung.                                                                          | D-6-6025-0107 |      |
| Retzstadt (Standort) | Freilandstation des Mittelpaläolithikums.                                                                          | D-6-6025-0108 |      |
| Retzstadt (Standort) | Bestattungsplatz mit Grabhügel vorgeschichtlicher Zeitstellung.                                                    | D-6-6025-0134 |      |
| Retzstadt (Standort) | Bestattungsplatz mit Grabhügel vorgeschichtlicher Zeitstellung.                                                    | D-6-6025-0135 |      |
| Retzstadt (Standort) | Siedlung vorgeschichtlicher Zeitstellung.                                                                          | D-6-6025-0146 |      |
| Retzstadt (Standort) | Siedlung der Linearbandkeramik.                                                                                    | D-6-6125-0086 |      |
| Retzstadt (Standort) | Freilandstation des Mittelpaläolithikums und des Mesolithikums, Siedlung der Linearbandkeramik.                    | D-6-6125-0098 |      |
| Retzstadt (Standort) | Siedlung vor- und frühgeschichtlicher Zeitstellung.                                                                | D-6-6125-0101 |      |